# 3211 (филм)
3211 је српски биографски филм из 2023. године о музичару Расти и његовом одласку у затвор. Режију потписују Данило Бећковић и Андријана Стојковић.

## Радња
Филм 3211 је истинита прича о Стефану Ђурићу, успешном музичару који једног дана губи све и одлази у затвор где од његовог ранијег живота остају само његове песме.

## Улоге
| Глумац              | Улога              |
| ------------------- | ------------------ |
| Раста               | Стефан Ђурић Раста |
| Горан Султановић    |                    |
| Ненад Хераковић     |                    |
| Милан Чучиловић     |                    |
| Радослав Миленковић |                    |